# 戴堯臣
戴堯臣（16世紀—16世紀），字僅卿，南直隸鳳陽府泗州天長縣人，明朝軍事人物。

## 生平
戴堯臣博學能文、人品卓異、騎射絕倫，曾進入縣學學習，某天探訪七里寺僧人夜歸，經過草湖中有人前來，突然驚避說：「戴武舉來了。」之後他轉而習武，中嘉靖二十四年（1546年）武解元，次年（1547年）聯捷武進士第七名，獲授泗州衛鎮撫。倭寇侵略淮揚，他奉命和宿州總兵沈思學共同防禦，將錄用功勳時因母親年老告歸，最後只有沈思學獲得晉封。他去時時七十多歲，臨死前還在和客人對弈。

## 引用
1. 1 2  民國《備修天長縣志·卷八上·人物傳一》：戴堯臣，字僅卿，博洽能文，姿又瑰異，騎射絕倫；初為博士子弟員，訪僧七里寺夜歸，行草湖中有前行者，崇方揶揄之，忽驚避云：「戴武舉來矣。」時已食廩餼，後竟棄去讀孫吳家言。聯舉鄉試，中嘉靖丁未會試第七人，授泗州衛鎮撫，倭寇淮揚，奉檄同宿州總戎沈思學為防禦，將錄功因母老告歸，沈竟得拜封焉，卒年七十餘，時方與客弈，蓋坐逝云。
2. ↑  民國《備修天長縣志·卷七上·選舉表一》：（嘉靖）二十六年丁未（武科） 戴堯臣 舊志聯舉鄉試第一，會試第七